# Auzainvilliers
Auzainvilliers est une commune française située dans le département des Vosges en région Grand Est.

## Géographie

### Localisation
Village des Vosges situé au carrefour du CD 14 et du CD 18, à environ 4 km de Bulgnéville et Sandaucourt et à une dizaine de kilomètres de Contrexéville et Vittel.

### Sismicité
Commune située dans une zone 1 de sismicité très faible.

### Hydrographie et les eaux souterraines
Hydrogéologie et climatologie : Système d’information pour la gestion des eaux souterraines du bassin Rhin-Meuse :
Territoire communal : Occupation du sol (Corinne Land Cover); Cours d'eau (BD Carthage),
Géologie : Carte géologique; Coupes géologiques et techniques,
 Hydrogéologie : Masses d'eau souterraine; BD Lisa; Cartes piézométriques.

#### Réseau hydrographique
La commune est située dans le bassin versant de la Meuse au sein du bassin Rhin-Meuse. Elle est drainée par le ruisseau de Dreuve, le ruisseau de Nievel et le ruisseau de St-Pierre,.

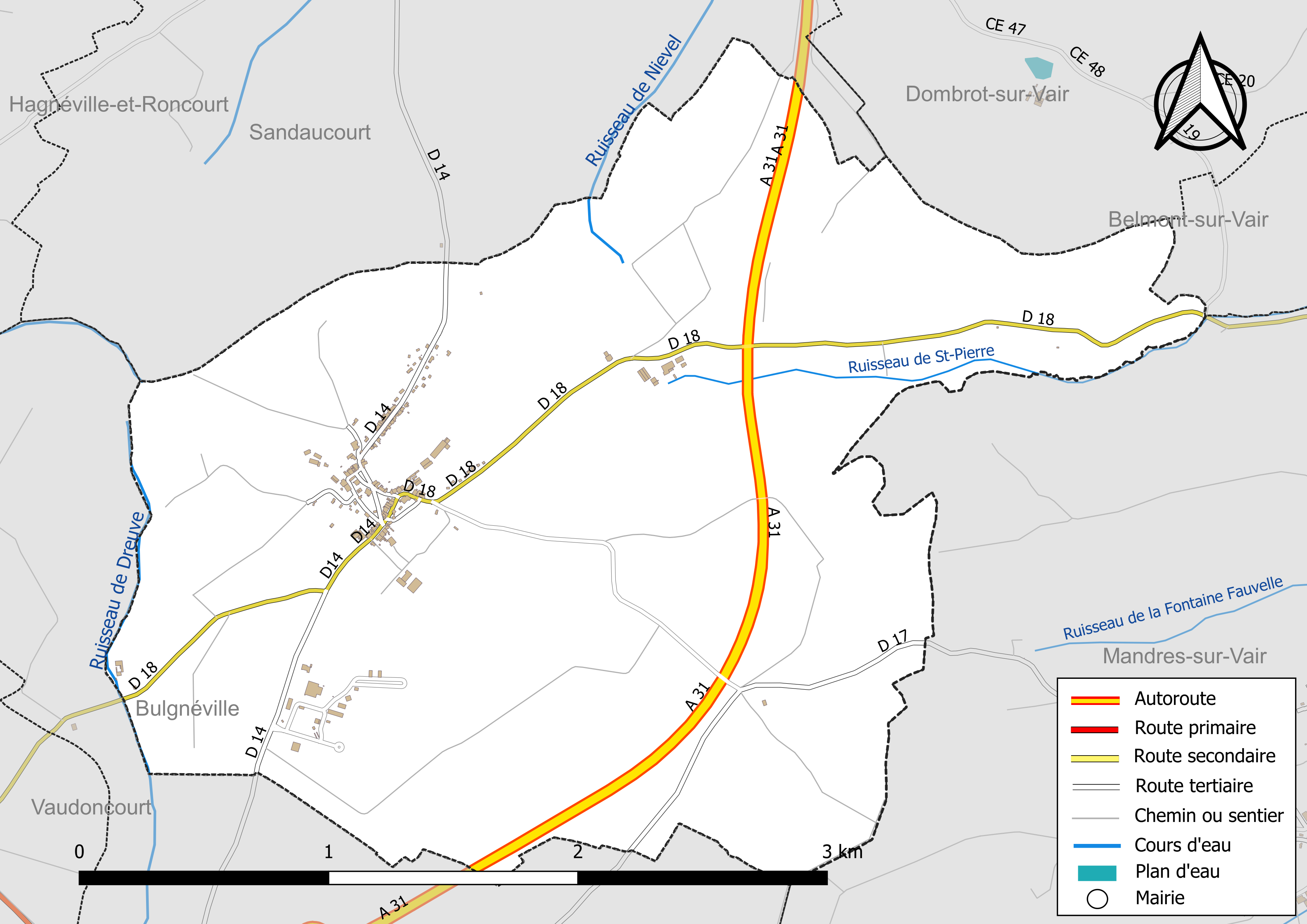
Réseaux hydrographique et routier d'Auzainvilliers.

#### Gestion et qualité des eaux
Le territoire communal est couvert par le schéma d'aménagement et de gestion des eaux (SAGE) « Nappe des Grès du Trias Inférieur ». Ce document de planification, dont le territoire comprend le périmètre de la zone de répartition des eaux de la nappe des Grès du trias inférieur (GTI), d'une superficie de 1 497 km2,  est en cours d'élaboration. L’objectif poursuivi est de stabiliser les niveaux piézométriques de la nappe des GTI et atteindre l'équilibre entre les prélèvements et la capacité de recharge de la nappe. Il doit être cohérent avec les objectifs de qualité définis dans les SDAGE Rhin-Meuse et Rhône-Méditerranée. La structure porteuse de l'élaboration et de la mise en œuvre est le conseil départemental des Vosges.
La qualité des eaux de baignade et des cours d’eau peut être consultée sur un site dédié géré par les agences de l’eau et l’Agence française pour la biodiversité.

### Climat
Pour des articles plus généraux, voir Climat du Grand Est et Climat des Vosges.
En 2010, le climat de la commune est de type climat de montagne, selon une étude du Centre national de la recherche scientifique s'appuyant sur une série de données couvrant la période 1971-2000. En 2020, Météo-France publie une typologie des climats de la France métropolitaine dans laquelle la commune est exposée à un climat océanique altéré et est dans la région climatique Lorraine, plateau de Langres, Morvan, caractérisée par un hiver rude (1,5 °C), des vents modérés et des brouillards fréquents en automne et hiver.
Pour la période 1971-2000, la température annuelle moyenne est de 9,3 °C, avec une amplitude thermique annuelle de 16,9 °C. Le cumul annuel moyen de précipitations est de 947 mm, avec 12,9 jours de précipitations en janvier et 9,4 jours en juillet. Pour la période 1991-2020, la température moyenne annuelle observée sur la station météorologique de Météo-France la plus proche, « St Ouen-lès-Parey_sapc », sur la commune de Saint-Ouen-lès-Parey à 8 km à vol d'oiseau, est de 10,0 °C et le cumul annuel moyen de précipitations est de 806,8 mm. 
La température maximale relevée sur cette station est de 39,4 °C, atteinte le 25 juillet 2019 ; la température minimale est de −22 °C, atteinte le 20 décembre 2009,,.
Les paramètres climatiques de la commune ont été estimés pour le milieu du siècle (2041-2070) selon différents scénarios d'émission de gaz à effet de serre à partir des nouvelles projections climatiques de référence DRIAS-2020. Ils sont consultables sur un site dédié publié par Météo-France en novembre 2022.

## Urbanisme

### Typologie
Au 1er janvier 2024, Auzainvilliers est catégorisée commune rurale à habitat dispersé, selon la nouvelle grille communale de densité à sept niveaux définie par l'Insee en 2022.
Elle est située hors unité urbaine. Par ailleurs la commune fait partie de l'aire d'attraction de Vittel - Contrexéville, dont elle est une commune de la couronne,. Cette aire, qui regroupe 72 communes, est catégorisée dans les aires de moins de 50 000 habitants,.

### Occupation des sols
L'occupation des sols de la commune, telle qu'elle ressort de la base de données européenne d’occupation biophysique des sols Corine Land Cover (CLC), est marquée par l'importance des territoires agricoles (66,8 % en 2018), en diminution par rapport à 1990 (72,2 %). La répartition détaillée en 2018 est la suivante : 
terres arables (35,4 %), prairies (31,4 %), forêts (19,4 %), espaces verts artificialisés, non agricoles (9,2 %), zones urbanisées (4,5 %). L'évolution de l’occupation des sols de la commune et de ses infrastructures peut être observée sur les différentes représentations cartographiques du territoire : la carte de Cassini (XVIIIe siècle), la carte d'état-major (1820-1866) et les cartes ou photos aériennes de l'IGN pour la période actuelle (1950 à aujourd'hui).

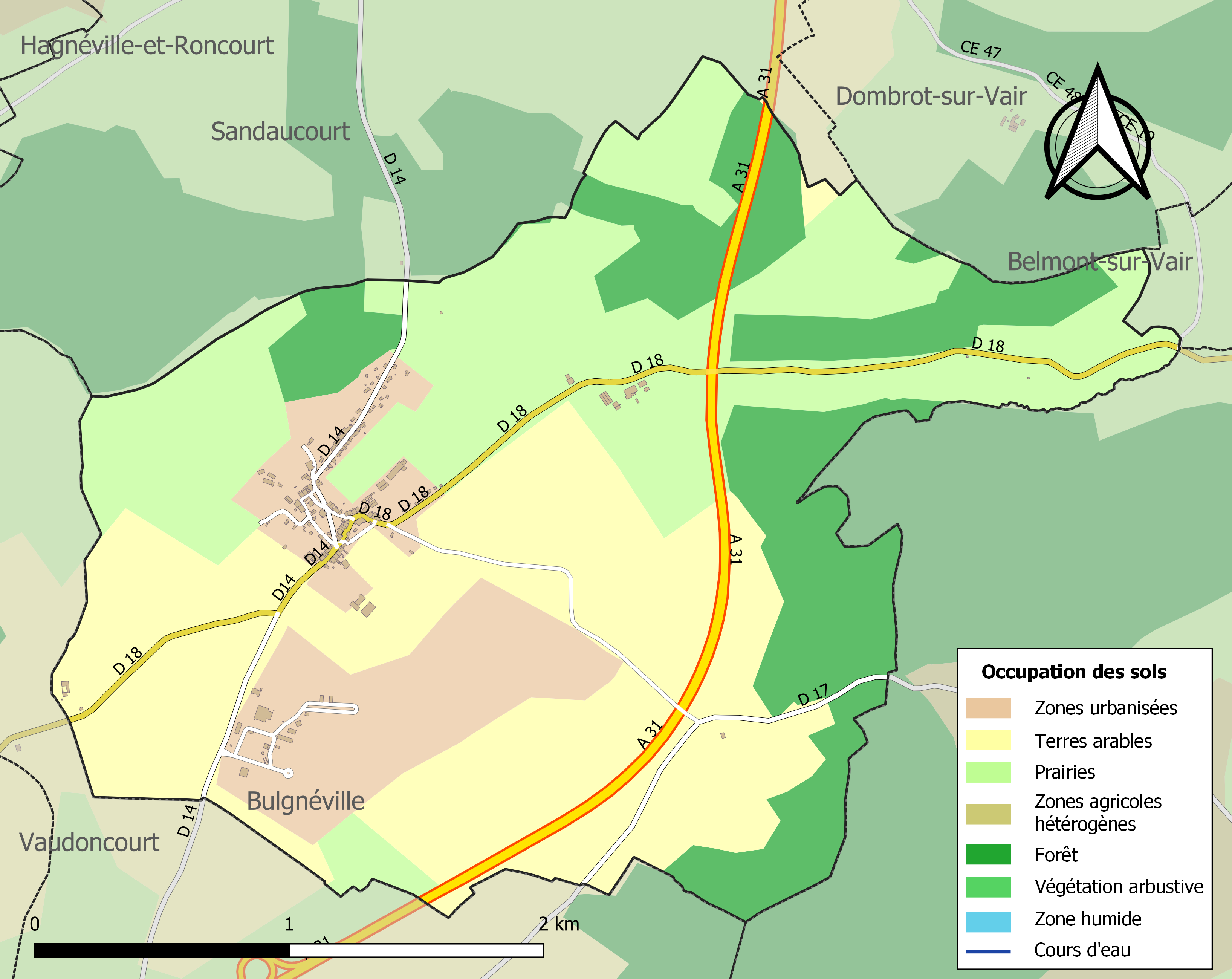
Carte des infrastructures et de l'occupation des sols de la commune en 2018 (CLC).

## Toponymie
Le nom de la localité est attesté sous les formes Osenvillare (1116) ; Osenviler (avant 1166) ; J. d’Ozainviller (1179) ; Oseinviller (1187) ; Osenviller (XIIe siècle) ; Ozenviller (1210) ; Osenviller (1211) ; Oseinviller (1219) ; Ausenvillers (1274) ; Ozainvilleir (1315) ; Auzainvilliers (1329) ; De Ousainvillari, Osamulari (1402) ; Ouzainviller (1405) ; Ozainvillier (1426) ; Auzainvillers, Ausainvillier (1444) ; Auzainvilleir, Ozainviller (1456) ; Auzainvillier (1459) ; Azainvillier (1459) ; Ozenvillier (1465) ; Auzainville, Auzainviller (1594) ; Azinville (XVIIe siècle) ; Azeinville (XVIIe siècle) ; Ozenvilliers (XVIIIe siècle ; Auxainvillers (1790).

De l’anthroponyme germanique Oso[réf. souhaitée], au cas régime, et de l'ancien français vil(l)er « domaine rural », mot issu du latin villare.

## Histoire
C'est l'un des plus anciens habitats de la région. On y retrouva une hache en pierre polie, hache préhistorique exposée au Musée départemental d'Épinal.
L'ancien village de Surcelles (ou Surcelle) ayant été brûlé par les Suédois vers 1640, sa population se réfugia à Auzainvilliers.
L'autre centre ayant son ban, ses bois séparés, était Ovillers sur la route de Mandres à Bulgnéville (CD 17). Ce hameau fut livré aux flammes au cours des âges. Son finage, comme celui de Surcelles, fut rattaché à Auzainvilliers qui totalisa alors 825 hectares.
À la suite de nombreux combats et du temps, le château d'Orgeville, daté des années 1580, s'est retrouvé en ruine et a servi de carrière aux habitants des environs. On peut encore voir les escaliers en pierres que certaines maisons ont gardé. On peut deviner, grâce aux ruines, aux courbes du terrain, l'emplacement du château du côté de Dreuve, route de Vaudoncourt (CD 18).

## Politique et administration
| Période                                  | Période                   | Identité                                           | Étiquette | Qualité                  |
| ---------------------------------------- | ------------------------- | -------------------------------------------------- | --------- | ------------------------ |
| Les données manquantes sont à compléter. |                           |                                                    |           |                          |
|                                          |                           | Daniel Louviot                                     |           |                          |
| mars 2001                                | mars 2008                 | Jean-Louis Lecomte                                 |           | Journaliste              |
| mars 2008                                | En cours (au 25 mai 2020) | Jean-Bernard Mangin Réélu pour le mandat 2020-2026 | SE        | Administrateur d'un GAEC |

### Budget et fiscalité 2022

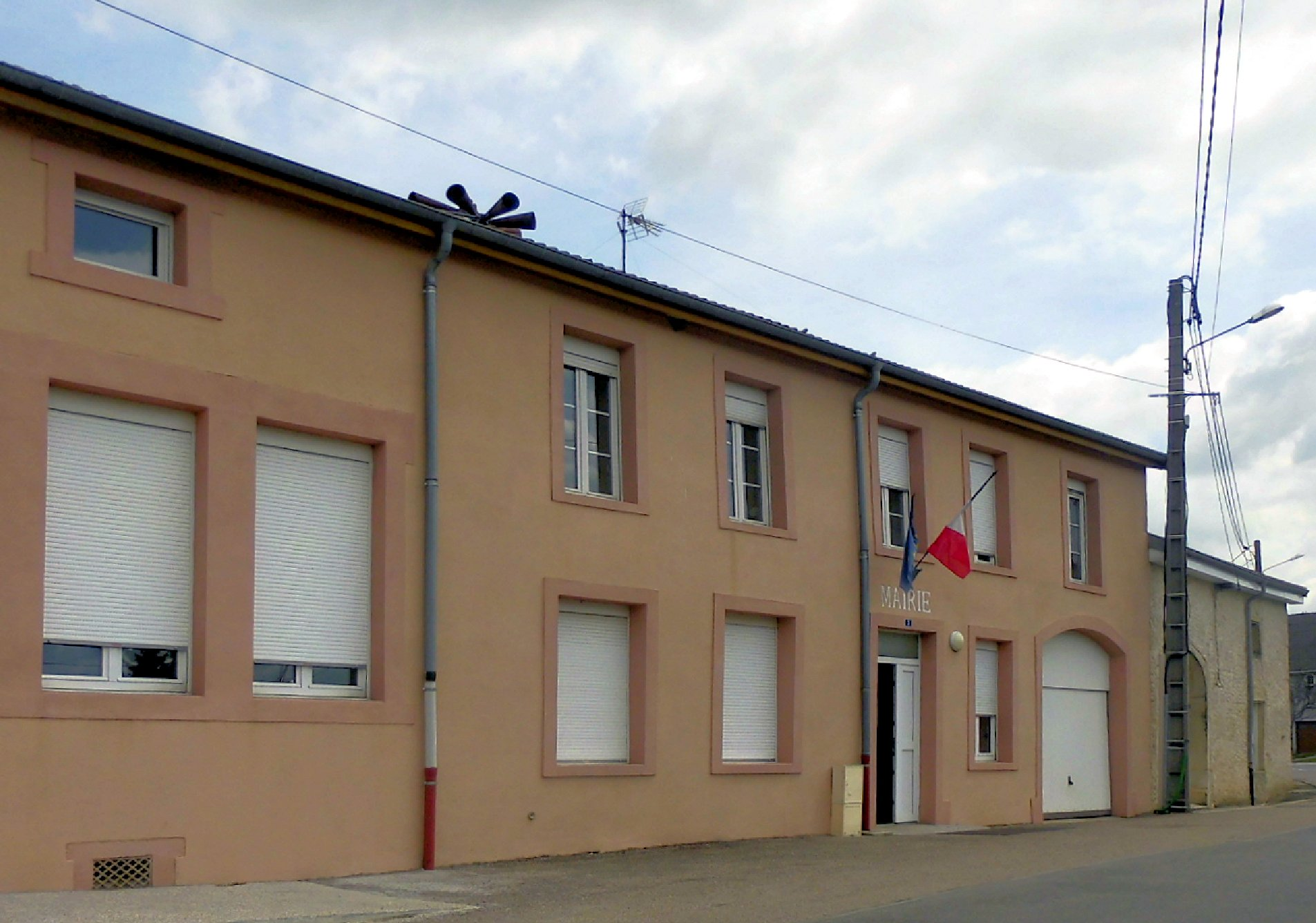
La mairie.

En 2022, le budget de la commune était constitué ainsi :
- total des produits de fonctionnement : 196 000 €, soit 815 € par habitant ;
- total des charges de fonctionnement : 178 000 €, soit 741 € par habitant ;
- total des ressources d'investissement : 195 000 €, soit 815 € par habitant ;
- total des emplois d'investissement : 181 000 €, soit 753 € par habitant ;
- endettement : 191 000 €, soit 796 € par habitant.

Avec les taux de fiscalité suivants :
- taxe d'habitation : 17,66 % ;
- taxe foncière sur les propriétés bâties : 37,33 % ;
- taxe foncière sur les propriétés non bâties : 22,41 % ;
- taxe additionnelle à la taxe foncière sur les propriétés non bâties : 38,75 % ;
- cotisation foncière des entreprises : 18,19 %.

Chiffres clés Revenus et pauvreté des ménages en 2021 : médiane en 2021 du revenu disponible, par unité de consommation : 21 730 €.

## Démographie
Les habitants sont nommés les Auzainvillarais et les habitantes les Auzainvillaraises.

L'évolution du nombre d'habitants est connue à travers les recensements de la population effectués dans la commune depuis 1793. Pour les communes de moins de 10 000 habitants, une enquête de recensement portant sur toute la population est réalisée tous les cinq ans, les populations de référence des années intermédiaires étant quant à elles estimées par interpolation ou extrapolation. Pour la commune, le premier recensement exhaustif entrant dans le cadre du nouveau dispositif a été réalisé en 2007.

En 2022, la commune comptait 207 habitants, en évolution de −7,59 % par rapport à 2016 (Vosges : −2,96 %, France hors Mayotte : +2,11 %).
| 1793 | 1800 | 1806 | 1821 | 1831 | 1836 | 1841 | 1846 | 1856 |
| ---- | ---- | ---- | ---- | ---- | ---- | ---- | ---- | ---- |
| 288  | 260  | 282  | 292  | 342  | 358  | 352  | 356  | 333  |

| 1861 | 1866 | 1876 | 1881 | 1886 | 1891 | 1896 | 1901 | 1906 |
| ---- | ---- | ---- | ---- | ---- | ---- | ---- | ---- | ---- |
| 328  | 317  | 308  | 274  | 249  | 237  | 246  | 218  | 195  |

| 1911 | 1921 | 1926 | 1931 | 1936 | 1946 | 1954 | 1962 | 1968 |
| ---- | ---- | ---- | ---- | ---- | ---- | ---- | ---- | ---- |
| 207  | 186  | 188  | 195  | 199  | 183  | 192  | 197  | 197  |

| 1975 | 1982 | 1990 | 1999 | 2006 | 2007 | 2012 | 2017 | 2022 |
| ---- | ---- | ---- | ---- | ---- | ---- | ---- | ---- | ---- |
| 183  | 225  | 220  | 210  | 215  | 216  | 220  | 228  | 207  |

## Culture locale et patrimoine

### Lieux et monuments
- Église Saint-Pierre.

statue Saint Roch.
statue Saint Nicolas.
statue Vierge (La).
statue Sainte Reine.
statue Sainte Barbe.
maître-autel et son retable.

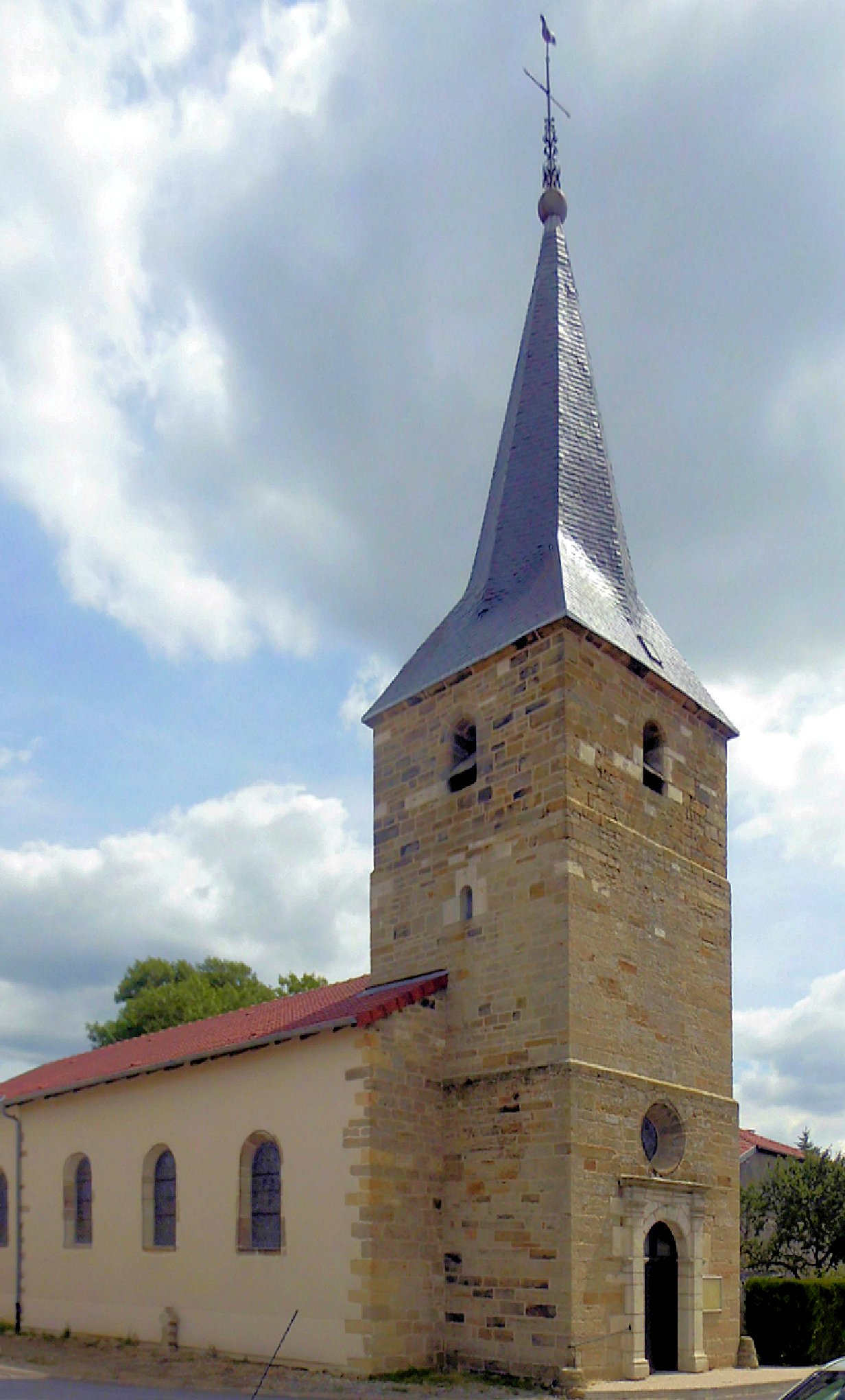
L'église Saint-Pierre.

- Patrimoine architectural rural recensé par le service de l'Inventaire général du patrimoine culturel[31].

Maisons et fermes,.
Puits à balancier.
- Monument aux morts[36].
- Espaces naturels remarquables : Zone naturelle d'intérêt écologique, faunistique et floristique (Znieff)[37].

### Personnalités liées à la commune
- Joseph Prélat, abbé de l’Étanche (1727-1817).

Né à Auzainvilliers le 25 novembre 1727, enrôlé dans les gardes françaises, entré ensuite chez les prémontrés à Paris, sous-prieur à la Croix-Rouge, nommé par le roi à l’abbaye de l’Étanche le 6 juillet 1786, ensuite pourvu et approuvé par la cour de Rome, installé en novembre suivant, gouverna sagement l’abbaye jusqu’à sa suppression en 1790. Chassé par la Révolution, Joseph Prélat se retira d'abord à Saint-Remimont chez sa sœur Marguerite, épouse de Claude François ; là, dénoncé pour avoir dit la messe en cachette, il fut  emprisonné pendant six mois à Neufchâteau et à Mirecourt ; libéré, il se réfugia à Ville-sur-Saulx chez son cousin l’abbé Claude Mirjol, puis à Saint-Mihiel. Rentré à Saint-Remimont, il se fixa définitivement à Vrécourt en 1808, chez son neveu Joseph-Philippe François, curé, et il y termina saintement sa vie d’épreuves. Il est mort à Vrécourt le 26 février 1817.
Jean Laval né à Auzainvillers le 20 novembre 1919 instituteur.Un des meilleurs résistant et des plus actifs agents du réseau Gilbert.Réseau Franco/Suisse entre 1944 et 1945.

### Héraldique
| Blason de Auzainvilliers | Blason  | D'azur à la bande d'or chargée d'une bande de gueules surchargée de deux tours d'argent ouvertes et ajourées de son champ, maçonnées de sable, accompagnée en chef d'une hirondelle volante d'or et, en pointe, d'un coq hardi au vol éployé du même, crêté et barbé de gueules. |
| Blason de Auzainvilliers | Détails | Le coq hardi a une attitude offensive, on peut dire que c'est un coq osant attaquer. Il constitue ainsi une arme parlante, au second degré pour le toponyme Auzainvilliers : Osenvillare en 1116. Selon certains auteurs, Auzainvilliers serait lié au nom d'homme germanique Oso (le domaine d'Oso). Le coq est également le symbole de saint Pierre auquel est vouée l'église du village. Il évoque par ailleurs une chapelle vouée à saint Pierre qui a subsisté après la disparition du hameau de Surcelle ruiné par les guerres et dépeuplé par la peste. Les tours symbolisent le château d'Orgéville de jadis attesté par des traces. De plus, les tours représentent les armes de Neufchâteau (d'or à la bande de gueules chargée de trois tours d'argent maçonnées de sable) et rappellent que le village était jadis dans le bailliage de Neufchâteau aujourd'hui dans son l'arrondissement. Les épis d'or sont des symboles des productions agricoles du village. Armoiries composées par Robert A. LOUIS et adoptées par la commune le 03 décembre 2020, Monsieur Jean-Bernard MANGIN étant maire. |

### Bibliographie

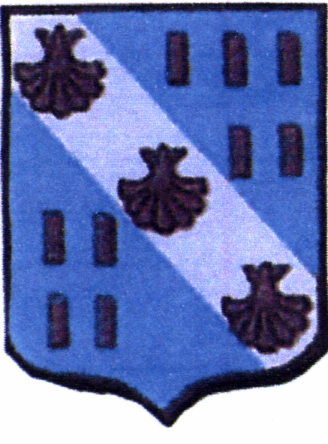
Blason d'Orgeville.